# Oropezella tanycera
Oropezella tanycera är en tvåvingeart som beskrevs av Collin 1928. Oropezella tanycera ingår i släktet Oropezella och familjen puckeldansflugor. Inga underarter finns listade i Catalogue of Life.